# Metro Manila

Metro Manilas läge.

Metro Manilas 16 städer och 1 kommun.

Metro Manila (filipino: Kalakhang Maynila) eller Huvudstadsregionen (engelska: National Capital Region) omfattar Filippinernas huvudstad Manila samt ytterligare 15 städer och 1 kommun runt om Manila, däribland Quezon City, Filippinernas största stad som också var huvudstad i landet mellan 1948 och 1976. Regionen är Filippinernas politiska, ekonomiska, sociala och kulturella centrum. Befolkningen uppgår år 2007 till 11 553 427 invånare.
Till ytan är regionen den minsta på Filippinerna med blott 636 km². Väster om Metro Manila ligger Manilabukten och i sydöst finns Filippinernas största sjö Laguna de Bay. Regionen delas i två av Pasigflodens lopp.
Benämningen Manila används ofta för hela regionen, inte bara för själva staden. 

## Administrativ indelning
Till skillnad från andra regioner i Filippinerna så delas inte Metro Manila in i provinser, utan i distrikt. Dessa fyra distrikt är i sin tur indelade i 17 mindre administrativa områden, varav sexton är städer och en kommun. Dessa städer och kommuner är till slut indelade i sammanlagt 1 695 barangayer (Filippinernas minsta administrativa enhet), samtliga av tätortskaraktär.

## Första distriktet
Centrala delen av regionen med Manilas ursprungliga stadskärna:
1. City of Manila (1 660 714 invånare, 38,55 km², 43 079 inv./km²)

## Andra distriktet
Östra delen av regionen:
1. City of Mandaluyong (305 576 invånare, 11,26 km², 27 138 inv./km²)
2. City of Marikina (424 610 invånare, 33,97 km², 12 500 inv./km²)
3. City of Pasig (617 301 invånare, 31,00 km², 19 913 inv./km²)
4. Quezon City (2 679 450 invånare, 161,12 km², 16 630 inv./km²)
5. City of San Juan (125 338 invånare, 5,94 km², 21 101 inv./km²)

## Tredje distriktet
Norra delen av regionen:
1. Kalookan City (alternativt Caloocan City) (1 378 856 invånare, 53,33 km², 25 855 inv./km²)
2. City of Malabon (363 681 invånare, 15,76 km², 23 076 inv./km²)
3. City of Navotas (245 344 invånare, 10,77 km², 22 780 inv./km²)
4. City of Valenzuela (568 928 invånare, 44,58 km², 12 762 inv./km²)

## Fjärde distriktet
Södra delen av regionen:
1. City of Las Piñas (532 330 invånare, 41,54 km² 12 815 inv./km²)
2. City of Makati (510 383 invånare, 27,36 km², 18 654 inv./km²)
3. City of Muntinlupa (452 943 invånare, 46,70 km², 9 699 inv./km²)
4. City of Parañaque (552 660 invånare, 47,69 km², 11 589 inv./km²)
5. Pasay City (403 064 invånare, 19,00 km², 21 214 inv./km²)
6. Pateros (61 940 invånare, 2,10 km², 29 495 inv./km²)
7. Taguig City (613 343 invånare, 47,88 km², 12 810 inv./km²)

Invånarantal enligt senaste folkräkningen (1 augusti 2007).